# مجلة هاي تايمز
تدعو إلى تقنين الحشيش بالإضافة إلى أفكار الثقافة المضادة الأخرى. تأسست المجلة عام 1974 على يد توم فوركيد.  كان للمجلة قسم نشر الكتب الخاص بها، وابتارigh Times Books، وعلامة التسجيل الخاصة بها، High Times Records.
من عام 1974 إلى عام 2016، تم نشر High Times بواسطة شركة Trans-High Corporation (THC).  استحوذت شركة Hightimes Holding Corp. على THC والمجلة في عام 2017.  